# Casimiroa
Casimiroa es un género con once especies de plantas con flores perteneciente a la familia Rutaceae. Comprende 11 especies descritas y de estas solo 10 aceptadas. Se distribuyen desde Estados Unidos (Texas) hasta Costa Rica.

## Descripción
Son árboles o arbustos, inermes; plantas funcionalmente dioicas. Hojas alternas, palmaticompuestas, (1) 3–5 (7)-folioladas. Inflorescencias en panículas axilares o terminales, desde muy cortas hasta sobrepasando a los pecíolos, yemas florales obovadas o globosas, flores actinomorfas, blanco-verdosas; cáliz cupuliforme, muy cortamente 4 o 5-lobulado; pétalos 4 o 5 libres, oblongo-elípticos a obovados, valvados; estambres (estériles en las flores pistiladas) en igual número que pétalos y alternos con éstos, libres, anteras elípticas a ovales, apéndices ausentes; disco presente; ovario abortado en las flores estaminadas, 1–5-locular, estilo ausente (en Nicaragua) or present, estigma capitado, 4 o 5-lobulado (en Nicaragua) or unlobed, todavía evidente en el fruto. Fruto una drupa con semillas 1–5, grandes, con testa apergaminada, reticulada, blanca.

## Taxonomía
El género fue descrito por Pablo de La Llave y Juan José Martínez de Lexarza y publicado en Novorum Vegetabilium Descriptiones 2: 2, en 1825.

#### Etimología
Casimiroa: nombre genérico otorgado en honor a Casimiro Gómez (¿?–1815), quien fue un indígena otomí del pueblo Cardonal, estado de Hidalgo, México, y que luchó en la guerra de independencia de México, esto de acuerdo con el botánico alemán Georg Christian Wittstein en su publicación Etymologisch-botanisches Handworterbuch, de 1852.

## Especies seleccionadas
- Casimiroa calderonii
- Casimiroa edulis
- Casimiroa emarginata
- Casimiroa greggii
- Casimiroa microcarpa
- Casimiroa pringlei
- Casimiroa pubescens
- Casimiroa sapota
- Casimiroa tetrameria
- Casimiroa tomentosa
- Casimiroa watsonii